# Zápas v Tádžikistánu
Zápas patří v Tádžikistánu mezi populární sportovní aktivity z historií hluboko do minulosti. Veškerý souboj vychází z tradičního zápasu zvaného guštingiri (гӯштингирӣ). Tádžikům je tak nejbližší olympijský sport judo, zápas sambo a bucharský kuraš, který má z guštingiri mnoho společných rysů.

## Tradiční zápas
Počátky zápasení na území dnešního Tádžikistánu lze vysledovat do starověku do dob, kdy území spadalo pod Sogdianu a Baktrii. Sogdové znali dva typy zápasu, zápas s tzv. volným úchopem a předem daným úchopem, kdy se zápasníci chytili a drželi okolo pasu reps. za pás. Obe styly zápasu popisují ve svých dílech spisovatelé Firdausí, Sa'dí, Avicenna, Vosifí, Husajn Vojzí Košifí a další. První turnaje a příprava zápasníků se písmem datují do raného středověku do období výbojů dynastie Abbásovců, kdy bylo území známé pod latinským názvem Transoxanie (Movarounnahr). Tádžikové sdílí svá území s Uzbeky a jejich národní zápasy se od sebe prakticky neliší. Hlavním městem obou národů bylo po staletí město Buchara.
Prvním typem národního tádžického zápasu (гӯштини миллӣ) je "guštingirí" (гӯштингирӣ) nebo "guštini buchoroj" (гӯштини бухороӣ) – bucharský kuraš (Uzbekistán). Centrem tohoto zápasu je vilájet Chatlon, Horský Badachšán, okres Rašt, uzbecký vilájet Surxondaryo. Druhým a opomíjeným typem je kamarbandgirí (камарбандгирӣ) "guštini tarzi farghonagí" (Гӯштини тарзи фарғонагӣ) – ferganský kuraš, typický pro severní území Tádžikistánu, vilájet Sogd. 
Tradičně se zápasilo v pláštích (županech) zvaných džoma (جامه, ҷома) nebo v letní vestě bez rukávů dželak (جيلک, ҷелак). Džoma je známá v mnoha variantách. Mezi nejpopulárnější patří tzv. bekasab. Pláště byly kolem pasu ovázány opaskem kamarbandi (камарбанди), případně pouze šátkem rujmol (рӯймол). Nezbytná byla pokrývka hlavy, tádžická ťubetějka toki (toqi). Zápasníkům se říká guštingirové a v případě úspěšných zápasníků pahlavoni (паҳлавон). Pahlavoni se těší v Tádžikistánu velké úctě. Každý ženich touží mít na svatbě za svědka pahlavona. K typickým předturnajovým rituálům patří u pahlavona návštěva mazarů (zijára).
Slovo guštingiri se skládá ze slov guštin (zápas) a gir(í) (sevření, popadnutí, chycení). Slovo gušti(n) je odvozeno od perského kušti (куштӣ) a v některé literatuře se dá najít výraz kuštin a kuštingirí.
Guštingiri je k vidětí během soukromých oslav zvaných tui (svatba, obřízka). Turnaje o ceny se konají po celé zemi v období jarní rovnodennosti, během svátku Nourúz a na podzim, během svátku Mehregan. Často jde o rivalitu mezi Tádžiki a Uzbeky. Smysl zápasení souvisí se starou vírou Tádžiků mazdaismem a je symbolizován útokem lva na býka. Největší turnaj (jarní slavnost) Sajri Tamašoteppai Kulob (Сайри Тамошотеппаи Кӯлоб) se pořádá ve městě Kulob, kde se z okolních okresů sejde na 300 zápasníků. Generace Tadžiků, která vyrostla v období Sovětského svazu přešla z praktických důvodu ze zápasení v džomě (dželaku) k zápasení v sambistické kurtce a v současné době i v judogi. V dvacátém prvním století tak pahlavoni zápasí výhradně v japonských a ruských vestách. Tradiční cenou pro vítěze je zlatem vyšívaný (lemovaný) župan (džoma zarduzí).
Způsob výuky mladých zápasníků je svévolný. Probíhá v naprosté většině na vesnicích, kde místní často vysloužilý pahlavon zvaný usto (učitel) vezme na louku mladé chlapce a učí je jednotlivé chvaty. Místo a způsob výcviku (tělovýchova) se nazývá varziš. Učedníkům se říká šogird. Chlapci se dále zdokonalují v zápasu na různých soukromých oslavách tuis, kde zápasí s chlapci ze sousedních vesnic. Když usto uzná připravenost šogirda dostane požehnání fotika (фотиҳа) a rituálním způsobem je svázán opaskem kamarbandon.

### Názvy nejčastějších chvatů
dastpeč (дастпеч), surun (сурун), tob (тоб), kokí (kokma) (қоқӣ (қоқма)), popeč (popečak) (попеч (попечак)), duk (дук), halluk (ҳаллук, (чиландозӣ), čilandozí (чиландозӣ), sarisevčí (сарисевҷӣ)

## Sportovní zápas

### Guštingiri
První studie a psaná pravidla guštingiri vznikla ve čtyřicátých letech dvacátého století z pera sovětského vědce Jakuba Abramova na jehož práci navázal v osmdesátých letech v Dušanbe Anvar Bobodžonov (Babadžanov). Zápas řídí rozhodčí sarkarda. Důležitou postavou je moderátor/komentátor turnaje zvaný čarči. Pravidla guštingiri dovolují zápasníkům provádět chvaty za soupeřův opasek (kamarbandi, rujmol) a límce girebon (гиребон). Rukávy býly v dřívějších dobách srolovány. Úchop od pasu (pod opaskem) dolů není dovolen (u bucharského stylu se smí soupeř chytat za stehna). Guštingiri neobsahuje údery zatnutou pěstí a kopy. V guštingiri neexistuje boj na zemi. Submisivní techniky jsou známé z minulosti (škrcení, páky v postoji), ale dle současných pravidel jsou zakázány. Časový limit nebyl v minulosti stanovem. Zápasí se na trávě, písku, žíněnce, tatami a vyšších polohách i na sněhu na boso a zápas končí hodem, podrazem či strhem jednoho ze soupeřů na lopatky. V některých oblastech je potřeba soupeře na lopatkách udržet potřebný čas.

## Úspěchy tádžických zápasníků
Území Tádžikistánu bylo součástí carského Ruska od druhé poloviny 19. století. Tádžická SSR patřila v éře Sovětského svazu k hospodářsky (nikoliv kulturně) k nejzaostalejším sovětským republikám kvůli svému převážně hornatému prostředí. Po rozpadu Sovětského svazu v roce 1991 se situace ještě zhoršila. Vrcholová příprava je tedy pro tádžické zápasníky problematická. Vybrání sportovci se připravují na pod různými granty mezinárodního olympijského výboru.

### Judo / Sambo / Kuraš
Judo, zápas sambo a kuraš jsou v Tádžikistánu vnímány co do přípravy jako jeden sport, který se pro ně v principu liší v oblečení. První sportovní zápasnickou osobností byl z dob Sovětského svazu mistr světa v sambu z roku 1975 Saidmumin Rahimov. Druhý titul mistra světa v sambu vybojoval po dlouhých 42 letech v roce 2017 Behruz Chodžazoda a dle tradice podstoupil zijáru položením květin na hrob svého předchůdce.
V judu je zisk medailí pro tádžické sportovce složitější kvůli vysoké konkurenci. Z Tádžiků se dokázal v judu prosadit Rasul Bokijev, který se však vrcholově připravoval v Rusku a za Rusko na některých turnajích nastupoval. Rasul Bokijev získal v roce 2008 bronzovou olympijskou medaili na olympijských hrách v Pekingu a byl třetí na mistrovství světa v Riu v roce 2007.

### Olympijský zápas
Olympijský zápas (zápas řecko-římský, volný styl) patří mezi tradiční sporty v Tádžikistánu, avšak kvůli vysoké kokurenci se nikdo z Tádžiků výrazně v sovětské reprezentaci neprosadil a tento trend pokračoval v éře samostatnosti od roku 1991. 
Největších úspěchu v olympijském zápasu dosáhli pro Tádžikistán koupení sportovci z ruské republiky Dagestán. Nejvýraznějším byl Jusup Abdusalamov, stříbrný medailista z olympijských her v Pekingu v roce 2008.